# Volevčice, Jihlava
Volevčice là một làng thuộc huyện Jihlava, vùng Vysočina, Cộng hòa Séc.